# Euforia (balón)
El Euforia fue el balón oficial para el fútbol profesional colombiano en sus torneos de Primera A, Primera B y Copa Colombia entre las temporadas 2016 y 2018.
El lanzamiento del balón fue llevado a cabo por la fabricante Golty y la División Mayor del Fútbol Colombiano previo a las finales del Torneo Finalización 2016. siendo un balón de color naranja, lo cual dificultó la visibilidad para los jugadores y televidentes, causando polémica.
El balón continuó siendo utilizado en el Torneo Apertura 2017, pero debido a las críticas que continuaron la Dimayor pidió a Golty el cambio de diseño durante el desarrollo del campeonato, para su llegada al fútbol colombiano en el segundo semestre del año.
El nombre del balón fue actualizado a Euforia 2.0, teniendo al blanco como color predominante, con vivos azules y naranjas. El balón fue estrenado durante el Torneo Finalización 2017.